# Adelphagrotis indeterminata
Adelphagrotis indeterminata är en fjärilsart som beskrevs av Walker 1865. Adelphagrotis indeterminata ingår i släktet Adelphagrotis och familjen nattflyn. Inga underarter finns listade i Catalogue of Life.